# Geleide democratie
Geleide democratie (Indonesisch: demokrasi terpimpin) was de regeringsvorm in Indonesië tussen ongeveer 1957 en het begin van de "Nieuwe Orde" vanaf 1966. De geleide democratie was een concept van president Soekarno in een poging om voor politieke stabiliteit te zorgen. Volgens Soekarno was het parlementaire systeem van de voorgaande jaren, met een gekozen Volksvertegenwoordigingsraad op basis van verkiezingen in 1955, ineffectief in de instabiele en verdeelde politieke situatie van het land. Door de invoering van de geleide democratie kreeg Indonesië een presidentieel systeem, met Soekarno in de rol van zowel staatshoofd (president) als regeringsleider (minister-president).
Een belangrijk kenmerk van de geleide democratie was Soekarno's idee van Nasakom, een lettergreepwoord voor nasionalisme (nationalisme), agama (godsdienst en dan specifiek de Islam) en komunisme (communisme). Met het mengen van deze drie ideologieën probeerde Soekarno te komen tot een programma dat geaccepteerd kon worden door de drie belangrijkste machtsblokken in de Indonesische politiek: het leger, de islamitische groeperingen zoals Masjoemi en Nahdlatul Ulama en de communisten van de PKI.
De periode van geleide democratie zorgde voor een "gestage afbraak van het rechtssysteem". Zo werd de gekozen Volksvertegenwoordigingsraad (DPR) vervangen door een benoemde "Volksvertegenwoordigingsraad voor Wederzijdse Hulp" (DPR Gotong Royong). De rechterlijke macht verloor zijn onafhankelijkheid en onder andere de voorzitter van het hooggerechtshof en de procureur-generaal werden minister. Ook veel hoge militairen werden onderdeel van het regeringskabinet. Verder werden kritische kranten gedwongen te sluiten en werden verschillende politieke partijen verboden, waaronder de grote islamitische partij Masjoemi en de Indonesische Socialistische Partij (PSI).

## Achtergrond
Na afloop van de Indonesische Onafhankelijkheidsoorlog was er een periode van parlementaire democratie in Indonesië, eerst op basis van een benoemde Volksvertegenwoordigingsraad (DPR) en vanaf 1955 een gekozen DPR op basis van parlementsverkiezingen. Er was echter geen sprake van politieke stabiliteit, en opeenvolgende kabinetten werden geformeerd en vielen ook weer. Het langst zittende kabinet in deze periode, het kabinet-Ali Sastroamidjojo I, regeerde net twee jaren.
Ondertussen had Indonesië te maken met verschillende crises. Zo waren er verschillende afscheidingsbewegingen en rebellies, waaronder van Darul Islam, de Revolutionaire Overheid van de Republiek Indonesië (PRRI) en de Permesta-rebellie. Verder werd het verbeteren van de welvaart gecompliceerd door hoge inflatie en corruptie en was de strijd voor het opnemen van West-Irian in de Republiek Indonesië zonder succes.
In oktober 1956 sprak Soekarno over zijn idee voor een nieuwe regeringsvorm, met een Nationale Raad (Dewan Nasional) niet op basis van politieke partijen maar op basis van 'functionele groepen' (zoals boeren, arbeiders, jongeren, zakenlieden en vrouwen). Beslissingen zouden niet meer genomen moeten worden op basis van stemmingen in het parlement (een westers concept volgens Soekarno) maar op basis van overleg en consensus zoals dat ook in de dorpsgemeenschappen gebeurt. Soekarno als president zou daarbij de rol van de 'dorpshoofden' vervullen.
In 1957 was er binnen het kabinet-Ali Sastroamidjojo II diepe verdeeldheid, vooral tussen de Indonesische Nationale Partij (PNI) en de islamitische Masjoemi-partij. In januari namen alle Masjoemi-ministers ontslag. Op advies van legerstafchef Abdul Harris Nasution riep Soekarno in maart 1957, vanwege de volgens hem "gevaarlijke situatie", de "staat van oorlog en beleg" (noodtoestand) uit. Na ontslag van het kabinet stelde Soekarno een "extraparlementair zaken-noodkabinet" voor, en op 9 april 1957 werd het kabinet-Djoeanda geïnstalleerd. In mei werd de Nationale Raad opgericht volgens Soekarno's idee, en hiermee waren dus de eerste stappen richting een geleide democratie gezet.

## Invoering van de geleide democratie
Vanaf begin-1958 werd er begonnen met het organiseren van nieuwe verkiezingen. Volgend op de parlementsverkiezingen van 1955 zouden de volgende moeten plaatsvinden in september 1959. De inmiddels verzwakte politieke partijen zaten echter niet te wachten op verkiezingen omdat de communisten van de PKI waarschijnlijk flink zouden winnen, en ook andere groepen zoals het leger (versterkt door de noodtoestand) wilden liever geen verkiezingen. Behalve de PKI waren alle grote partijen voor uitstel van de verkiezingen, en op 22 september 1958 werd door premier Djoeanda aangekondigd dat de verkiezingen met maximaal een jaar zouden worden uitgesteld, officieel omdat vanwege de rebellieën de veiligheid niet gegarandeerd kon worden.

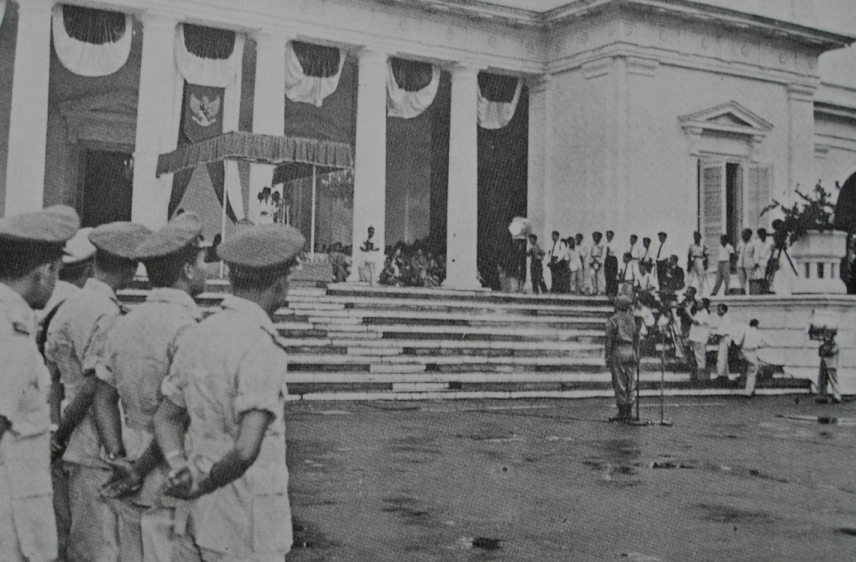
Soekarno spreekt het decreet van 5 juli 1959 uit.

Ondertussen was de grondwetgevende vergadering Konstituante al sinds 1956 bezig met het opzetten van een nieuwe grondwet, maar zonder succes. Legerleider Abdul Harris Nasution stelde daarop voor om terug te keren naar de oorspronkelijke Indonesische Grondwet uit 1945. Dit plan won aan populariteit, en op 5 juli 1959 vaardigde Soekarno een decreet uit dat de grondwet van 1945 herstelde, de Konstituante ophief en de gekozen Volksvertegenwoordigingsraad weer wijzigde in een benoemd parlement. Dit betekende ook het einde van het kabinet-Djoeanda, en Soekarno nam de macht steviger in handen door in het opvolgende Kabinet Kerja I de rol van zowel president als minister-president op zich te nemen. Er was nu sprake van een 'geleide democratie' als door Soekarno voorzien, en 'geleid' door Soekarno zelf. Als vader des vaderlands werd deze rol voor hem door een groot deel van de bevolking wel geaccepteerd.

## Politieke situatie tijdens de geleide democratie
Na het opheffen van de Konstituante en het wijzigen van de gekozen Volksvertegenwoordigingsraad in de zogenaamde "Volksvertegenwoordigingsraad voor Wederzijdse Hulp" (DPR-GR) had Soekarno een stevige invloed op de volksvertegenwoordiging. In 1960 ging hij over tot het verbieden van de grote islamitische partij Masjoemi en de Indonesische Socialistische Partij (PSI). De invloed van de islamitische partijen nam hierdoor flink af: de enige overgebleven grote islamitische partij in de DPR-GR was Nahdlatul Ulama.
Soekarno haalde ondertussen de banden aan met de PKI en hij begon zijn concept van Nasakom te promoten. Dit concept, een lettergreepwoord voor nasionalisme (nationalisme), agama (godsdienst en dan specifiek de Islam) en komunisme (communisme), was een poging van Soekarno om te komen tot een programma dat geaccepteerd kon worden door de drie belangrijkste machtsblokken in de Indonesische politiek: het leger, islamitische groeperingen en de communisten van de PKI. Hoewel de PKI tot dan toe steeds buiten de regering was gehouden, benoemde Soekarno in 1962 enkele PKI-leden op hoge posten in het Kabinet Kerja III: D.N. Aidit werd vicevoorzitter van het tijdelijke Raadgevend Volkscongres en M.H. Lukman vicevoorzitter van de DPR-GR. In 1964 werd PKI-politicus Njoto minister van staat in het Kabinet Dwikora I.
Naast de PKI groeide ook de invloed van het leger aanzienlijk in de periode van geleide democratie. Ten tijde van het Kabinet Dwikora I in 1964 zaten er inmiddels allerlei hoge militairen op ministersposten. Zo was generaal-majoor Abdul Azis Saleh minister van volksindustrie, brigadegeneraal Ali Sadikin minister van maritieme zaken en generaal-majoor Satrio was minister van gezondheid. Ook de stafchefs van de verschillende legeronderdelen waren allemaal minister in het kabinet.

## Einde van de geleide democratie
Het begin van het einde voor de geleide democratie van Soekarno was een poging tot staatsgreep in de nacht van 30 september op 1 oktober 1965. Deze staatsgreep door de '30-Septemberbeweging' (Gerakan 30 September of G30S) staat bekend als de Kudeta. Bij de poging tot staatsgreep werden zes hoge militairen gedood, waaronder commandant van de landmacht (en tevens minister) Ahmad Yani. Coördinerend minister voor defensie en veiligheid Abdul Harris Nasution was een belangrijk doelwit geweest, maar hij overleefde. Zijn vijfjarige dochter Ade Irma Suryani Nasution en zijn adjudant Pierre Tendean werden wel gedood.
Terwijl Soekarno weigerde partij te kiezen, werd door het leger — onder leiding van generaal Soeharto — de schuld aan de communisten van de PKI gegeven. Dit leidde de Indonesische massamoord van 1965-66 in. Ook verschillende communistische politici werden gedood, waaronder de kabinetsleden D.N. Aidit, M.H. Lukman en Njoto. Tegen het einde van de massamoord, in februari 1966, probeerde Soekarno zijn eigen positie weer te verstevigen door het Kabinet Dwikora II te installeren.

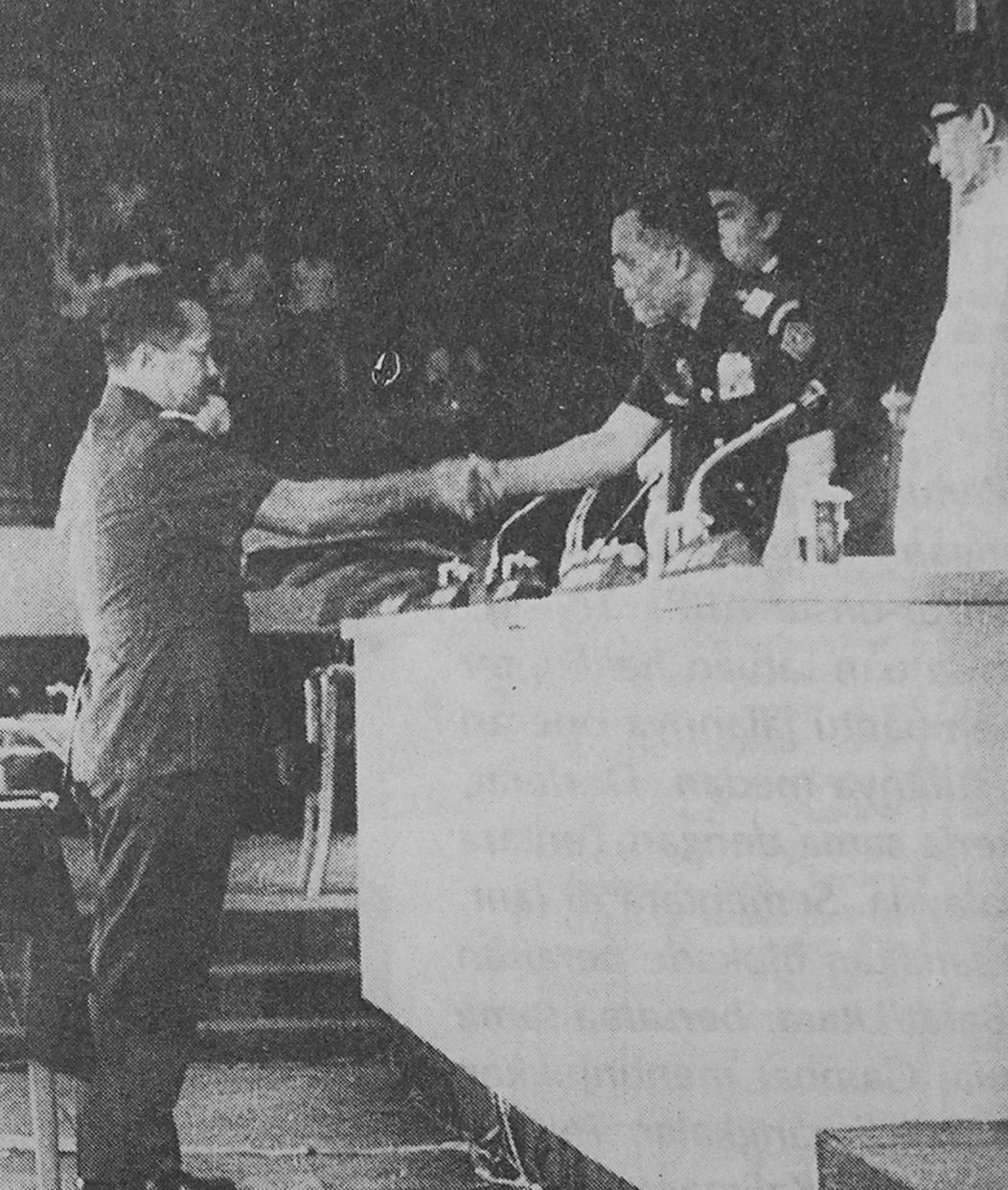
Soeharto wordt gefeliciteerd door Nasution voor zijn benoeming tot waarnemend president (1967).

De geest was echter uit de fles en grootschalige studentenprotesten gaven de mogelijkheid aan het leger om een nog grotere rol te gaan spelen. Op 11 maart nam het leger — in de persoon van landmachtcommandant Soeharto — de feitelijke macht stevig in handen door president Soekarno te dwingen de Supersemar te ondertekenen. De Supersemar was een document waarmee Soekarno de bevoegdheid gaf aan Soeharto om alles te doen wat hij nodig achtte om de chaotische situatie volgend op de Kudeta en de massamoorden in goede banen te leiden. Hoewel Soekarno nog een tijdje president bleef was alle macht nu praktisch in handen van Soeharto. Een dag later gebruikte hij die macht om de PKI te verbieden en in de volgende week werden 15 ministers uit het Kabinet Dwikora II gearresteerd. Vanwege de arrestatie van de ministers werd korte tijd later het kabinet opgeheven en vervangen door het Kabinet Dwikora III. Hierin was Soekarno nog wel president en premier, maar de feitelijke macht lag steeds meer bij luitenant-generaal Soeharto. Enkele maanden later werd het kabinet vervangen door het Kabinet Ampera I, praktisch geleid door Soeharto, en op 12 maart 1967 werd Soekarno afgezet als president en opgevolgd door Soeharto (eerst als waarnemend president). Soekarno werd onder huisarrest geplaatst en hiermee was de periode van geleide democratie definitief ten einde. Het was tegelijkertijd het begin van de Nieuwe Orde (Orde Baru), een periode van 30 jaar onder president Soeharto.